# Biserica romano-catolică din Palota
Biserica romano-catolică din Palota, comuna Sântandrei, județul Bihor, a fost construită în 1825. Biserica se află pe noua listă a monumentelor istorice sub codul LMI:  BH-II-m-B-01182. 

## Istoric și trăsături

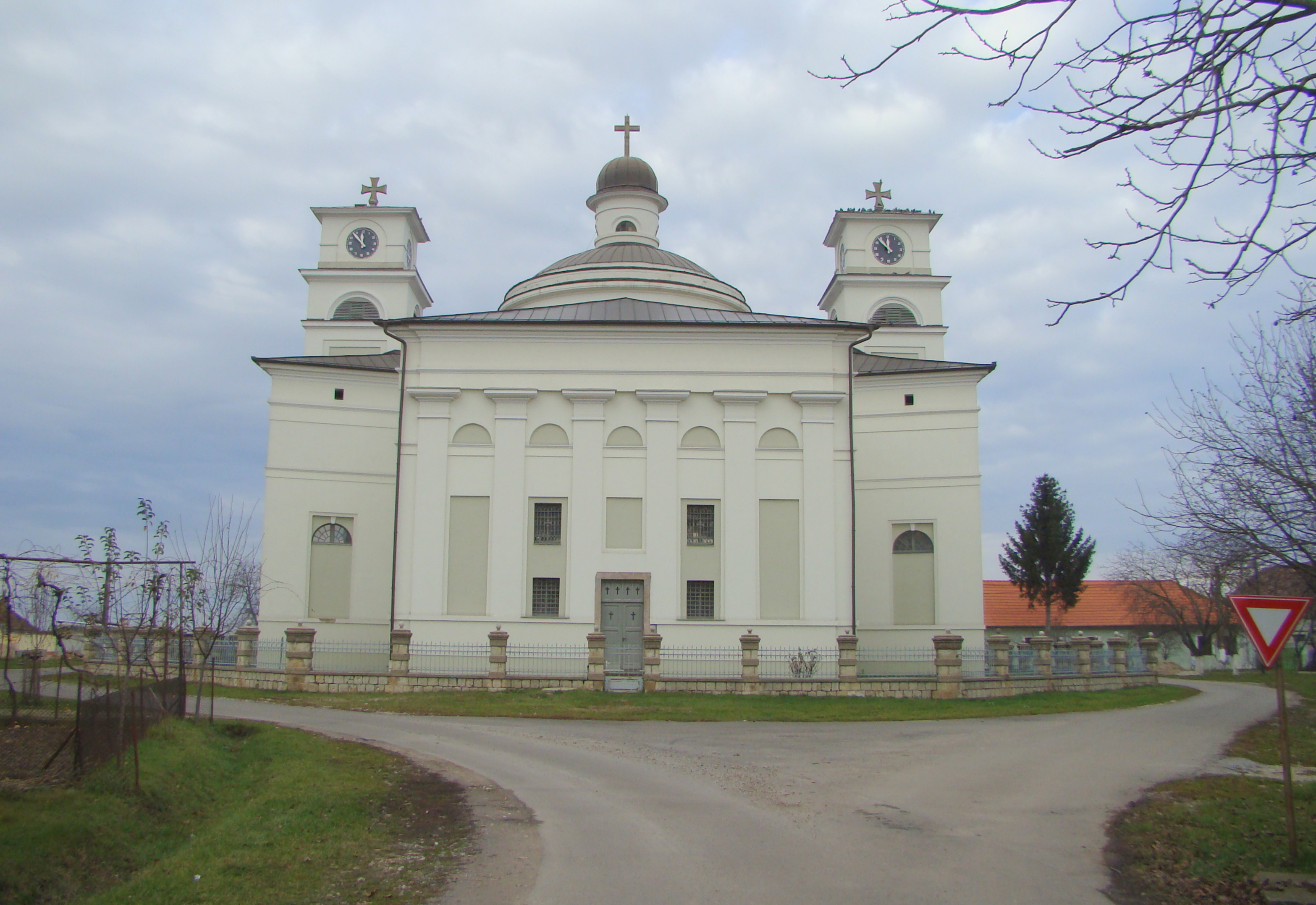
Biserica romano-catolică din Palota, comuna Sântandrei, județul Bihor, foto: noiembrie 2017.

Clădirea prezintă un interes special datorită planimetriei neobișnuite și dimensiunilor rar întâlnite în cazul bisericilor sătești. Construcția a început în anul 1824 la comanda prințului Johann Frimont, care a primit această posesiune prin donația împăratului Francisc I, în urma unor fapte de vitejie de care a dat dovadă în timpul războaielor napoleoniene și în Bătălia de la Antrodoco (1821). Prințul a adus la începutul secolului al XIX-lea comunitatea de coloniști șvabi, existentă și în zilele noastre în localitate, cu scopul de a repopula satul dispărut în cursul secolului al XVIII-lea. Planul bisericii din interior are forma unei cruci simple cu brațele egale, iar dinspre exterior brațele crucii se lățesc spre capete. Conform tradiției, biserica a fost construită după planurile unor arhitecți italieni care au avut ca sursă de inspirație una dintre decorațiile militare ale prințului Frimont.
Biserica a fost sfințită în data de 22 noiembrie 1829, cu hramul sfântul Anton de Padova.
În 1831 ctitorul, prințul Frimont, a murit la Viena, iar trupul neîsuflețit a fost transportat la biserica din Palota și depus în cavou, conform testamentului. Cavoul este realizat, în partea de sus, din marmură albă de Carrara, iar în partea de jos, din marmură roșie de Salzburg.
Prima renovare a avut loc în anul 1910, biserica fiind renovată din nou la aniversarea a 150 de ani.

## Imagini din exterior

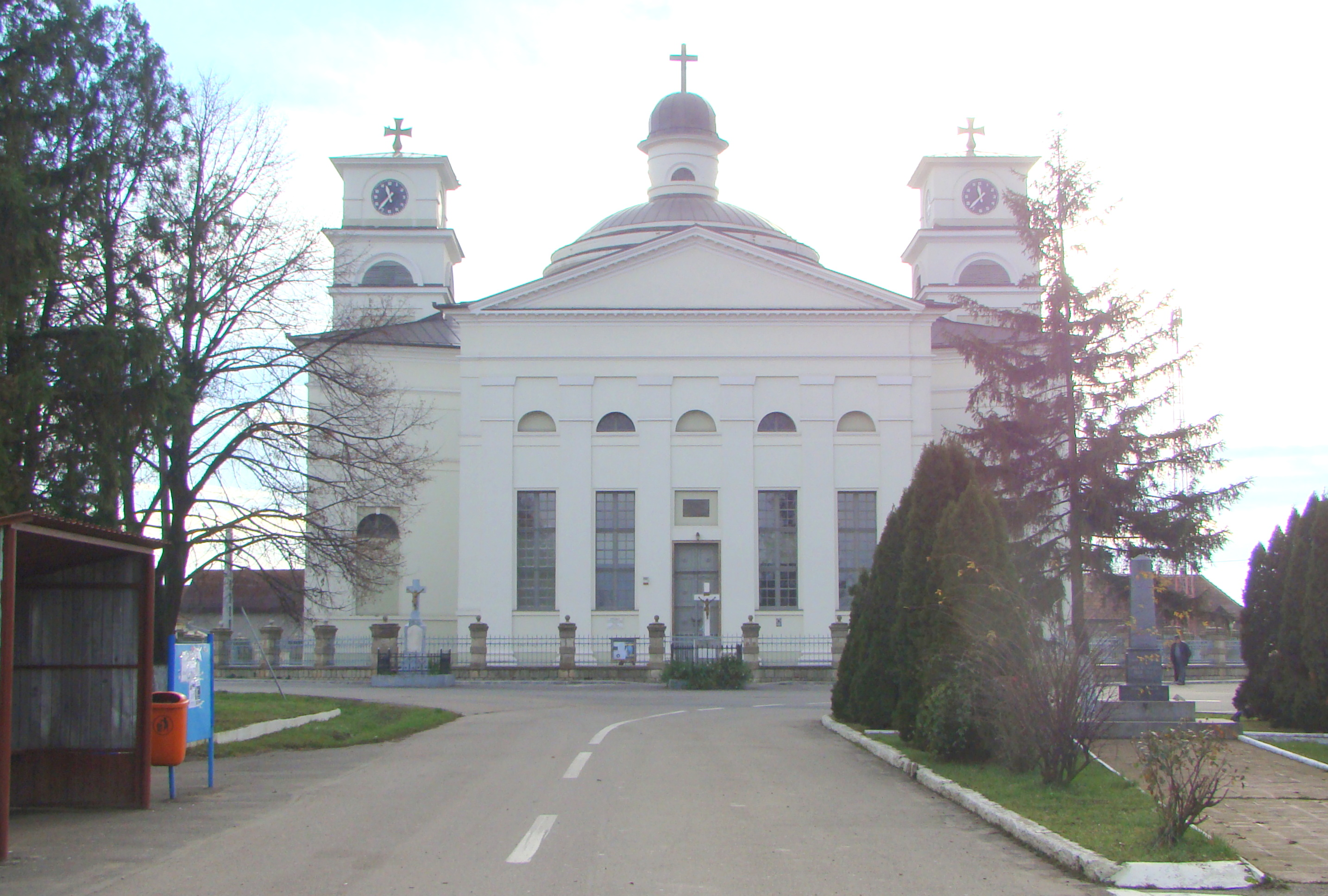
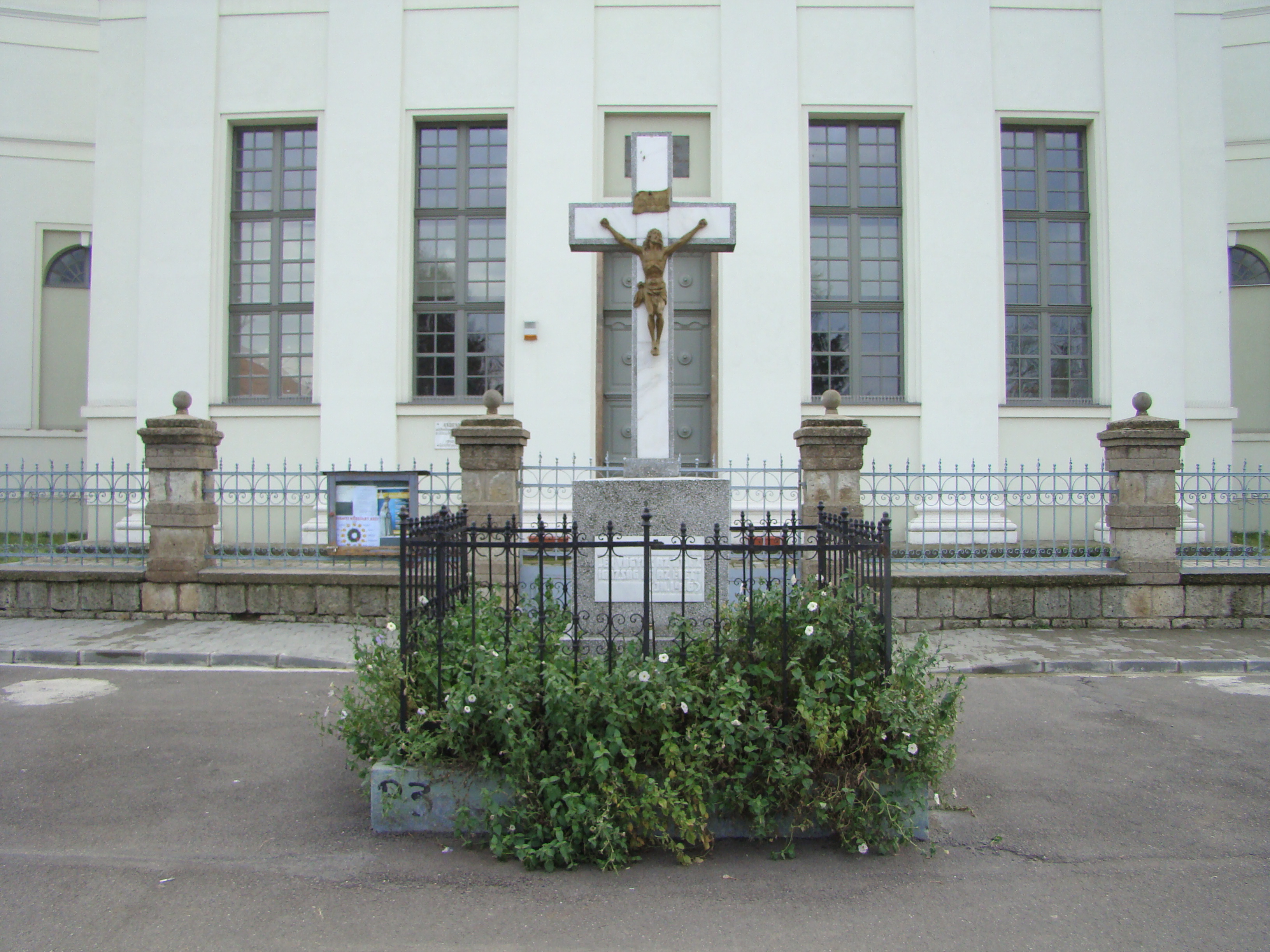
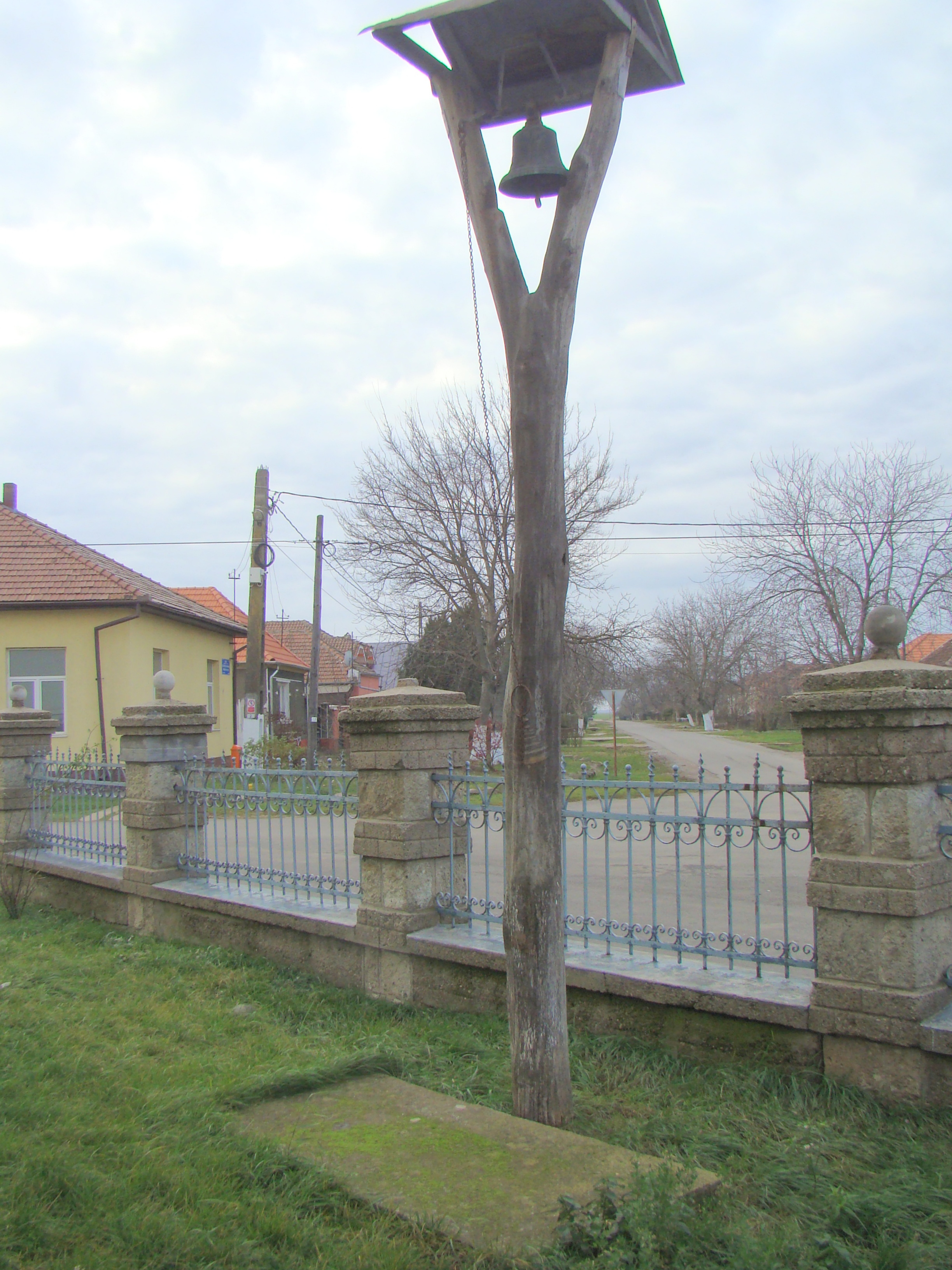
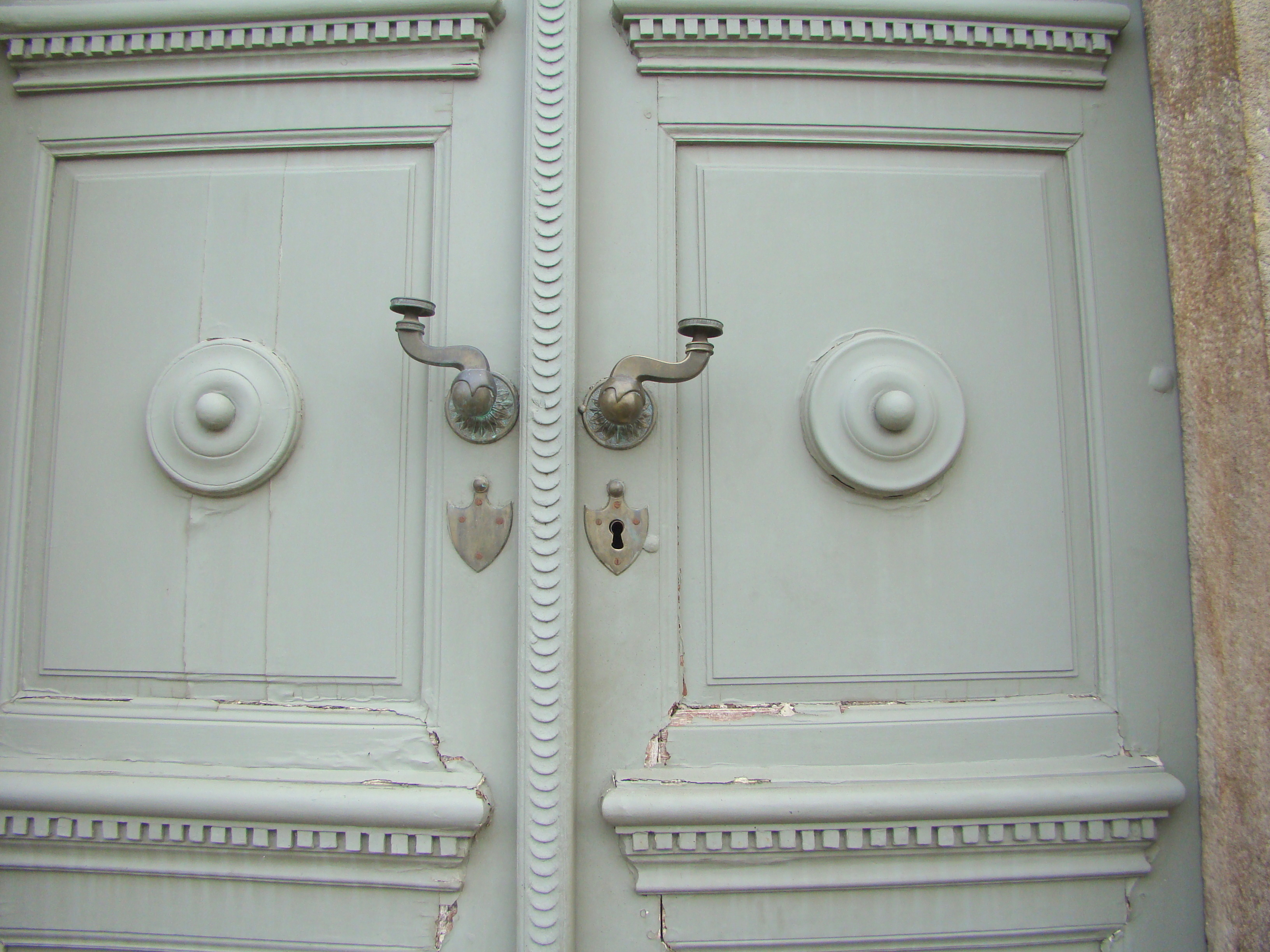
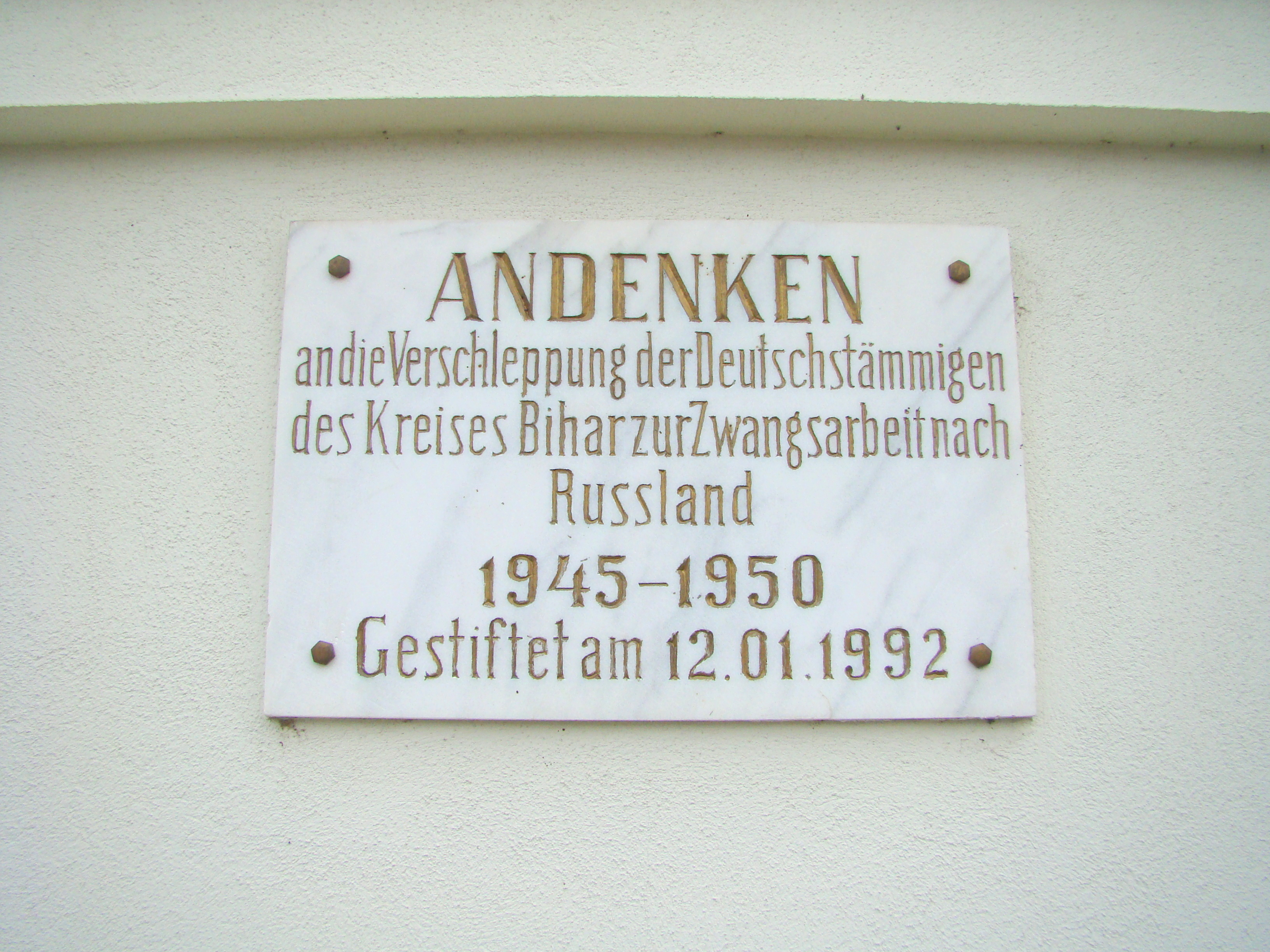
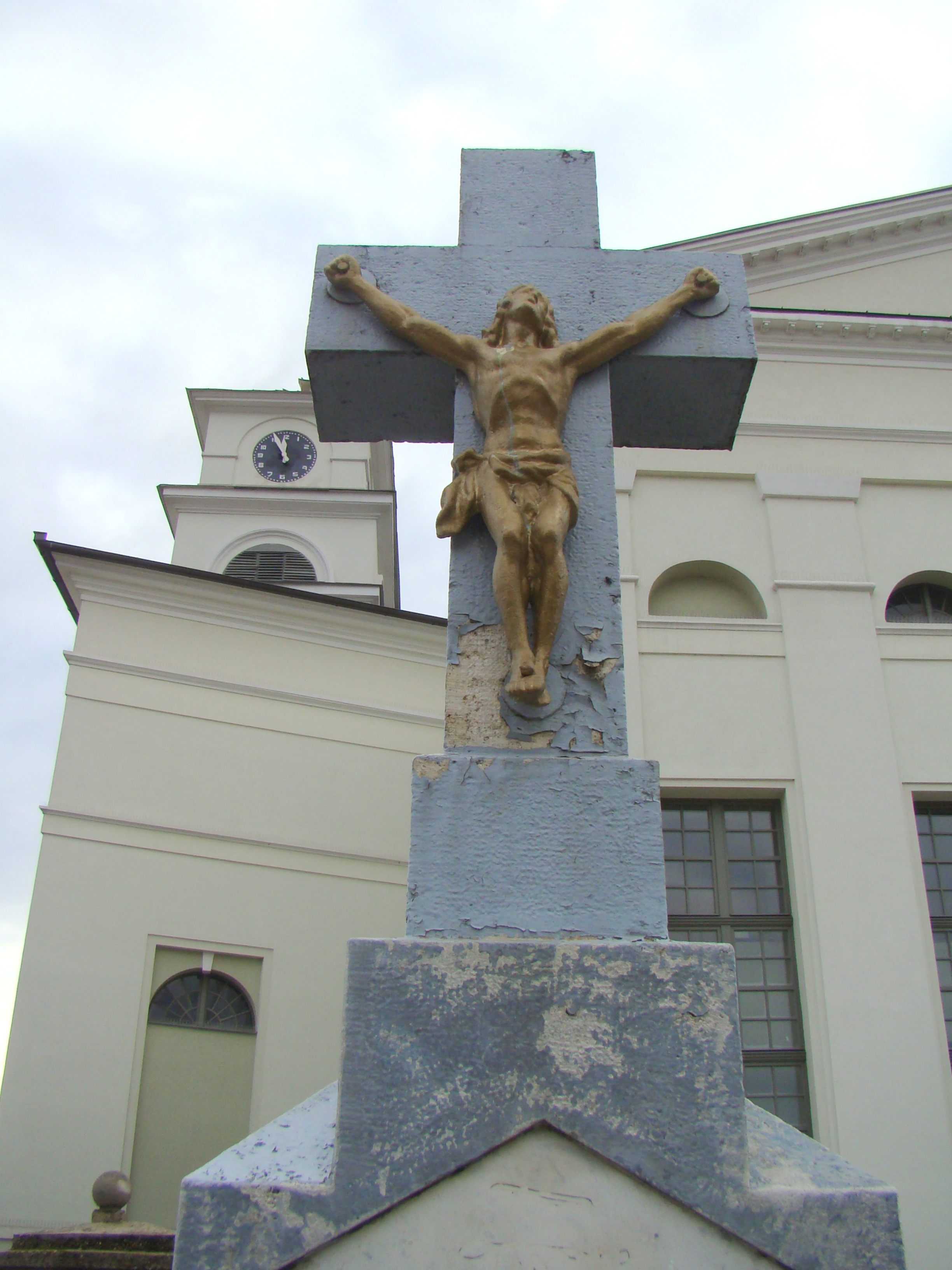
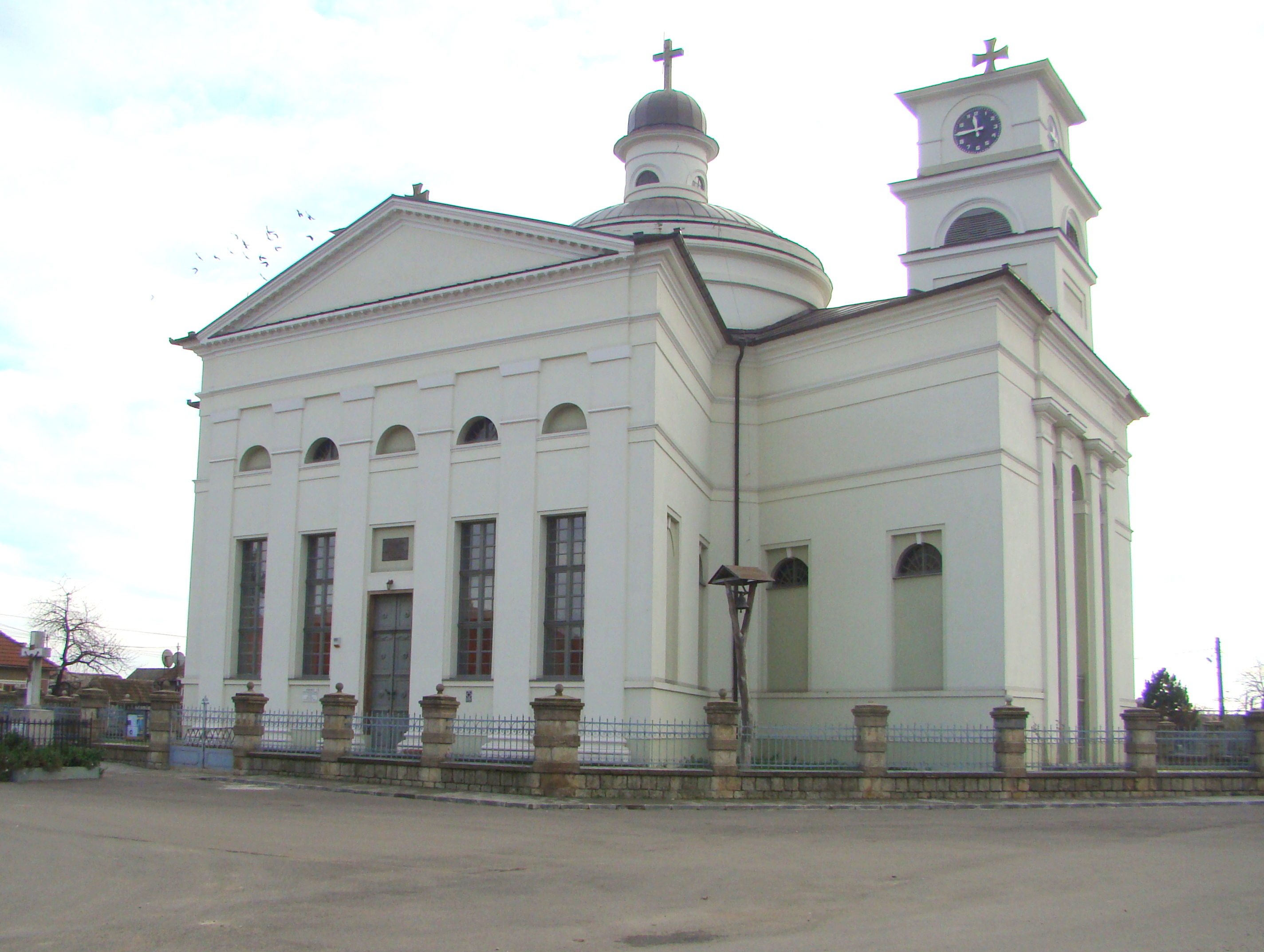
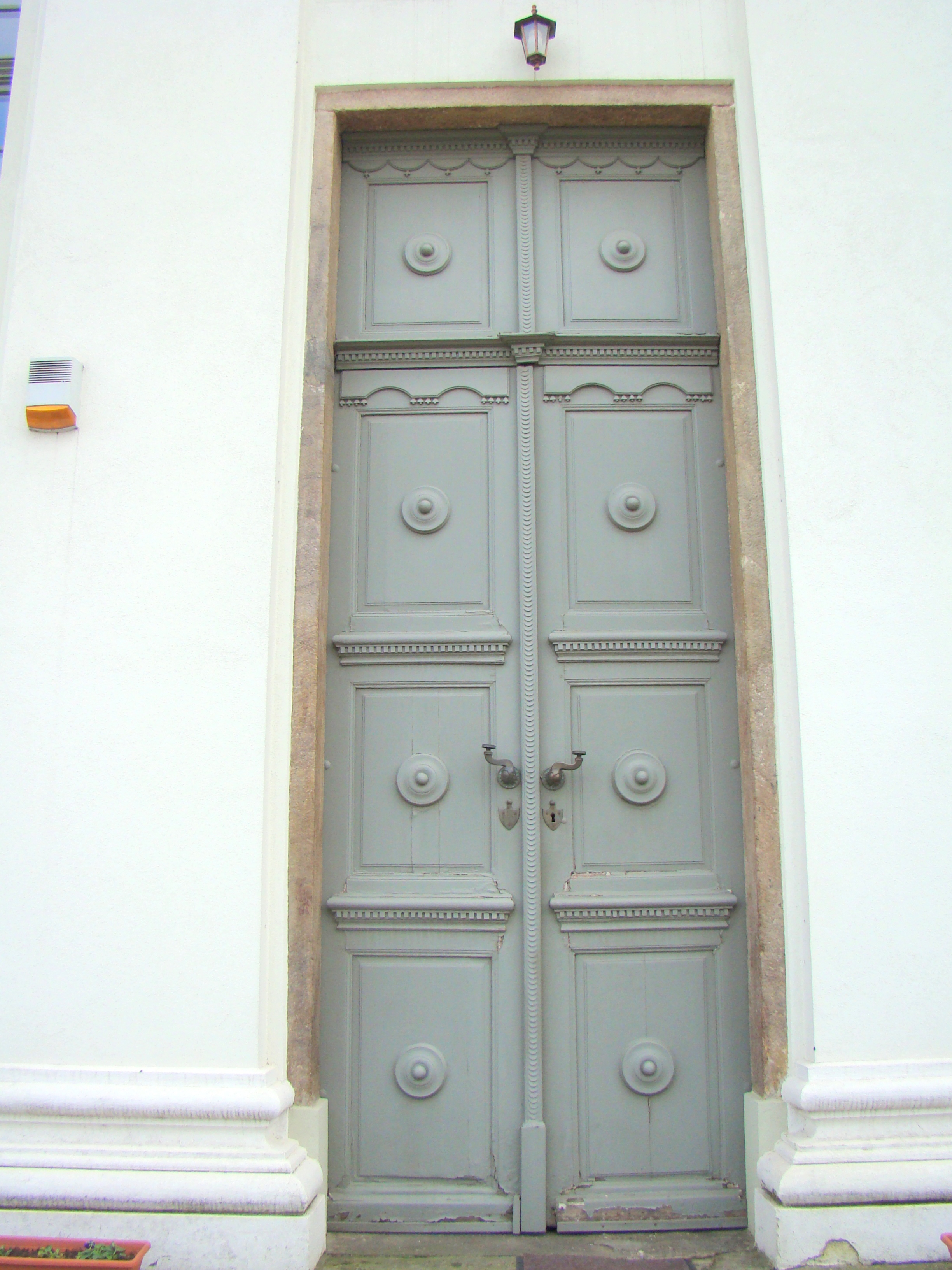
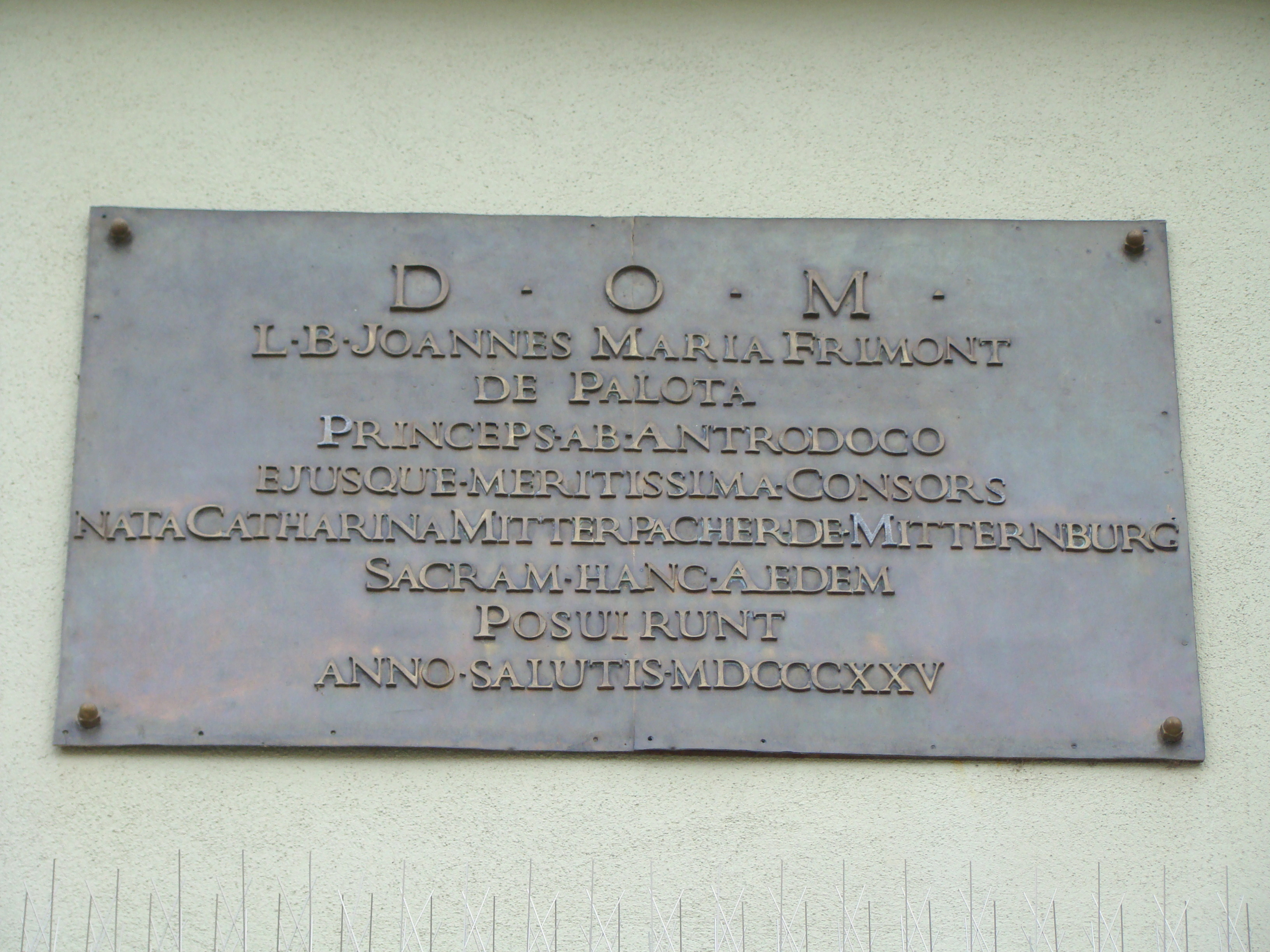
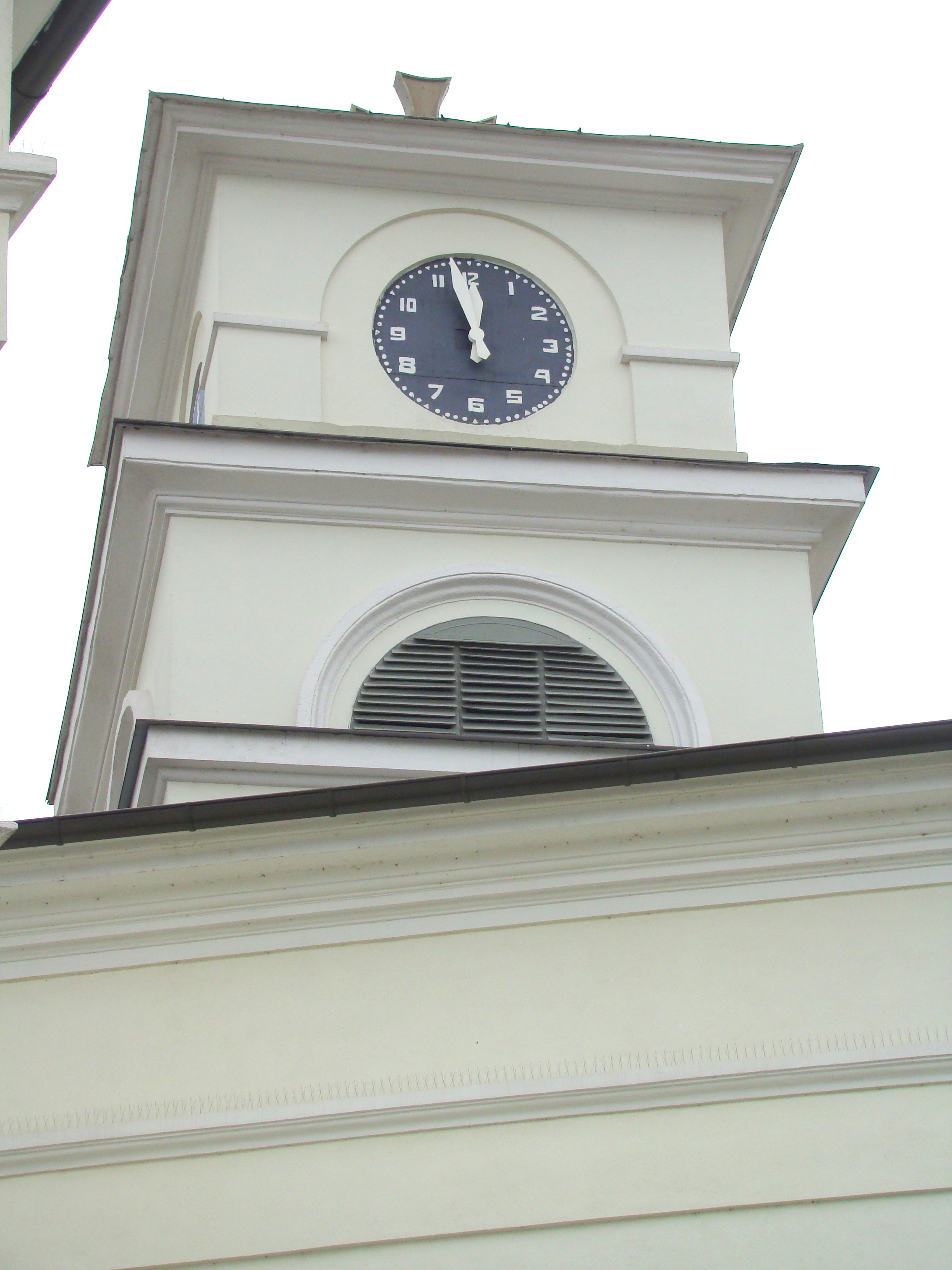
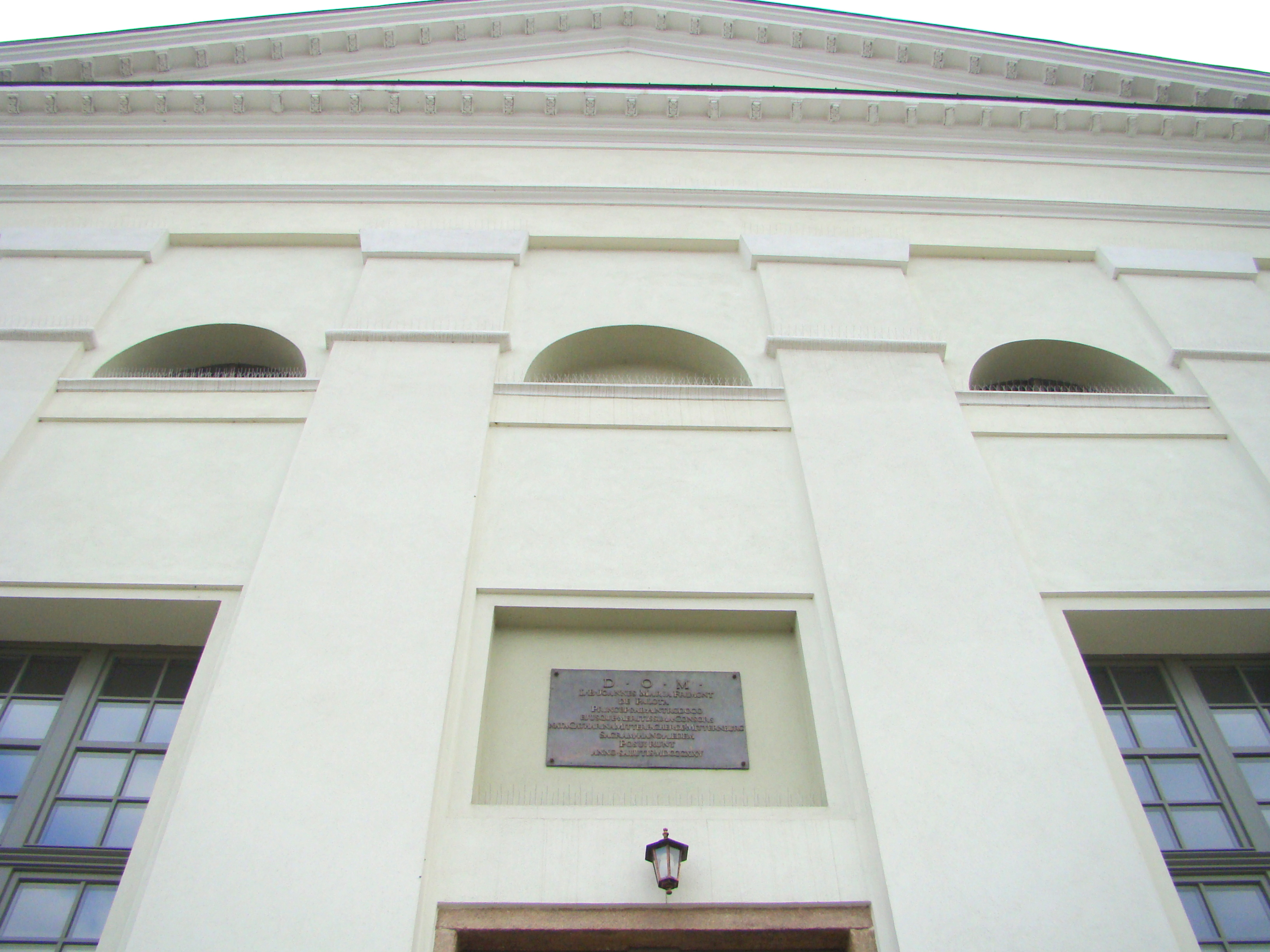
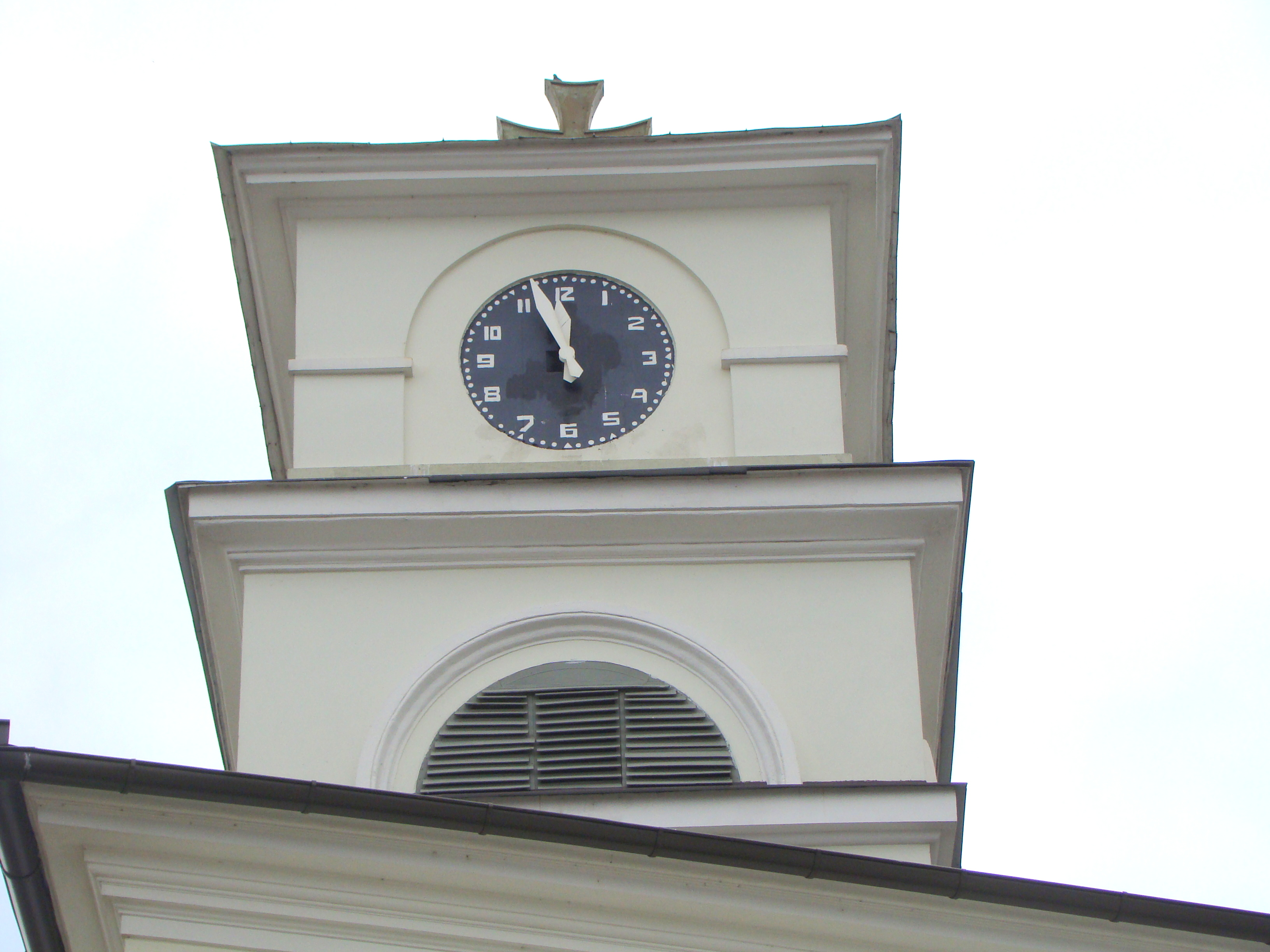
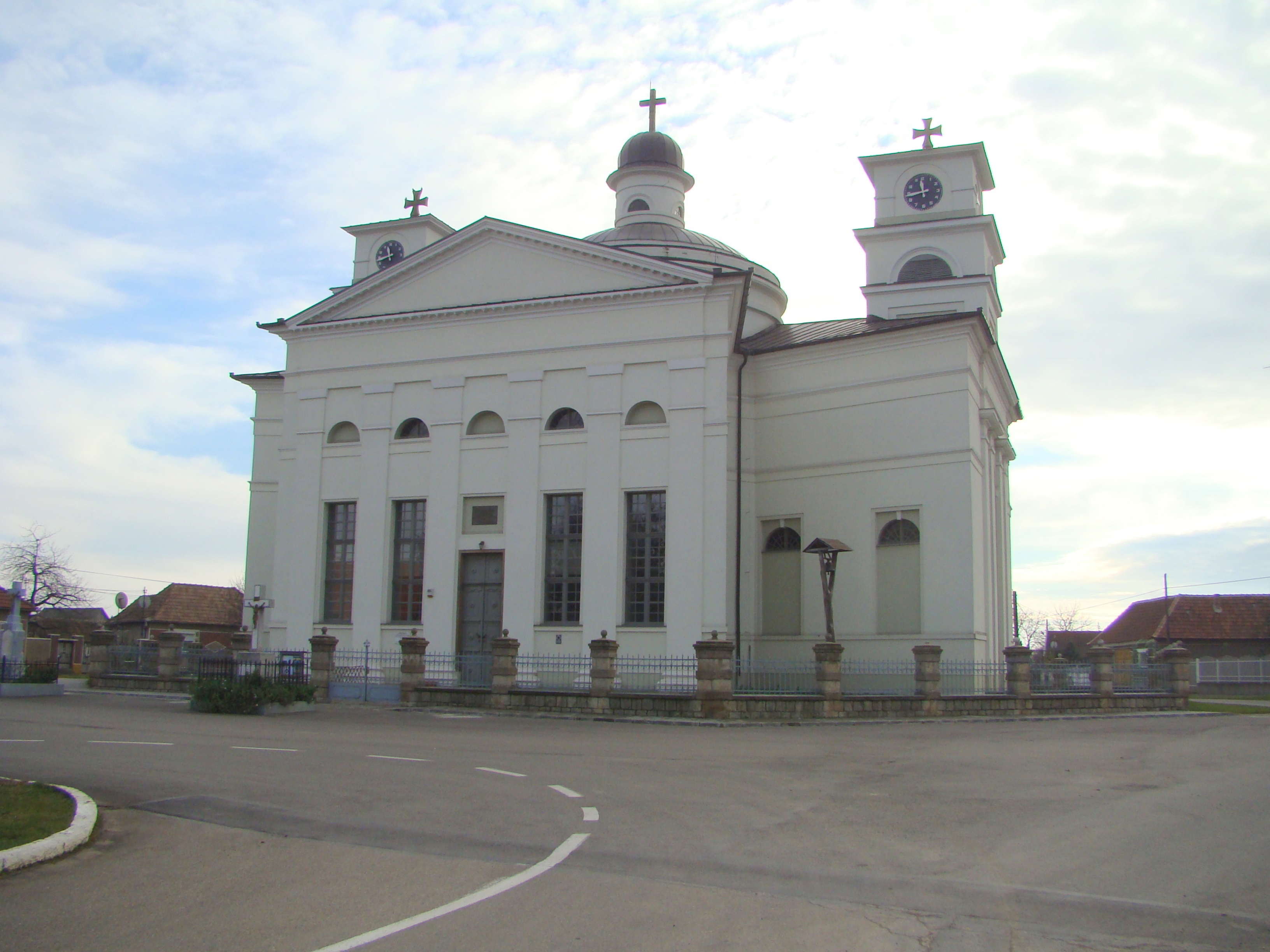